# روضة الشهداء (إحياء محرم)

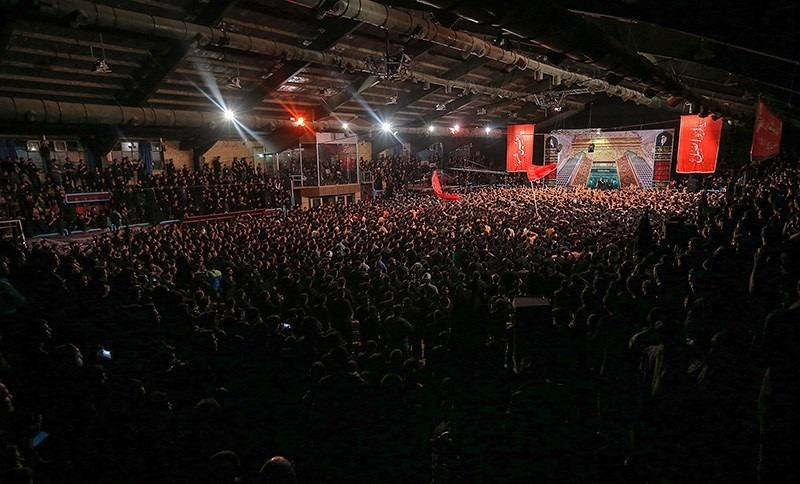
جزء من روضة الشهداء في قم

روضة الشهداء أو روضة خواني (الفارسية: روضه خوانی) هي جزء من الحداد في شهر محرم عند المسلمين الشيعة في إيران للحسين بن علي. يقام كل يوم من أيام السنة لإحياء ذكرى استشهاد الحسين بن علي وأتباعه في معركة كربلاء.

## الشعيرة
تقام روضة الحسين كرثاء عام لإحياء ذكرى وفاة الحسين بن علي وأصحابه ومعاناة عائلته أثناء معركة كربلاء خاصة من المسلمين الشيعة الإيرانيين. خلال هذا الحداد، يتلو خوان الروضة (القاص) بصوت عالٍ فصولًا من حديقة الشهداء بمهارات مبتكرة للحزناء. يمكن إقامة هذه الروضة في أي مكان، مثل الساحات العامة في المدن والقرى، أو ساحات المساجد أو البيوت الخاصة، أو الحسينيات والتكية التي بنيت منذ القرن الثامن عشر لإقامة مراسم عزاء محرم. في البداية كانت هذه المراسم تقام في العشر الأوائل من شهر محرم، ثم أصبحت تقام في محرم وصفر، أما الآن فهي تقام في كل يوم من أيام السنة. في القرن التاسع عشر، وبحلول عهد الأسرة القاجارية، كان ممثلو التعزية يستخدمون روضة خواني. كان موطن الروضة الأصلي هو إيران، ولكن في البحرين تُقام هذه بشكلها الأصلي وفي أماكن أخرى مثل الهند، يُقام شكلها المعدل.

## العنوان

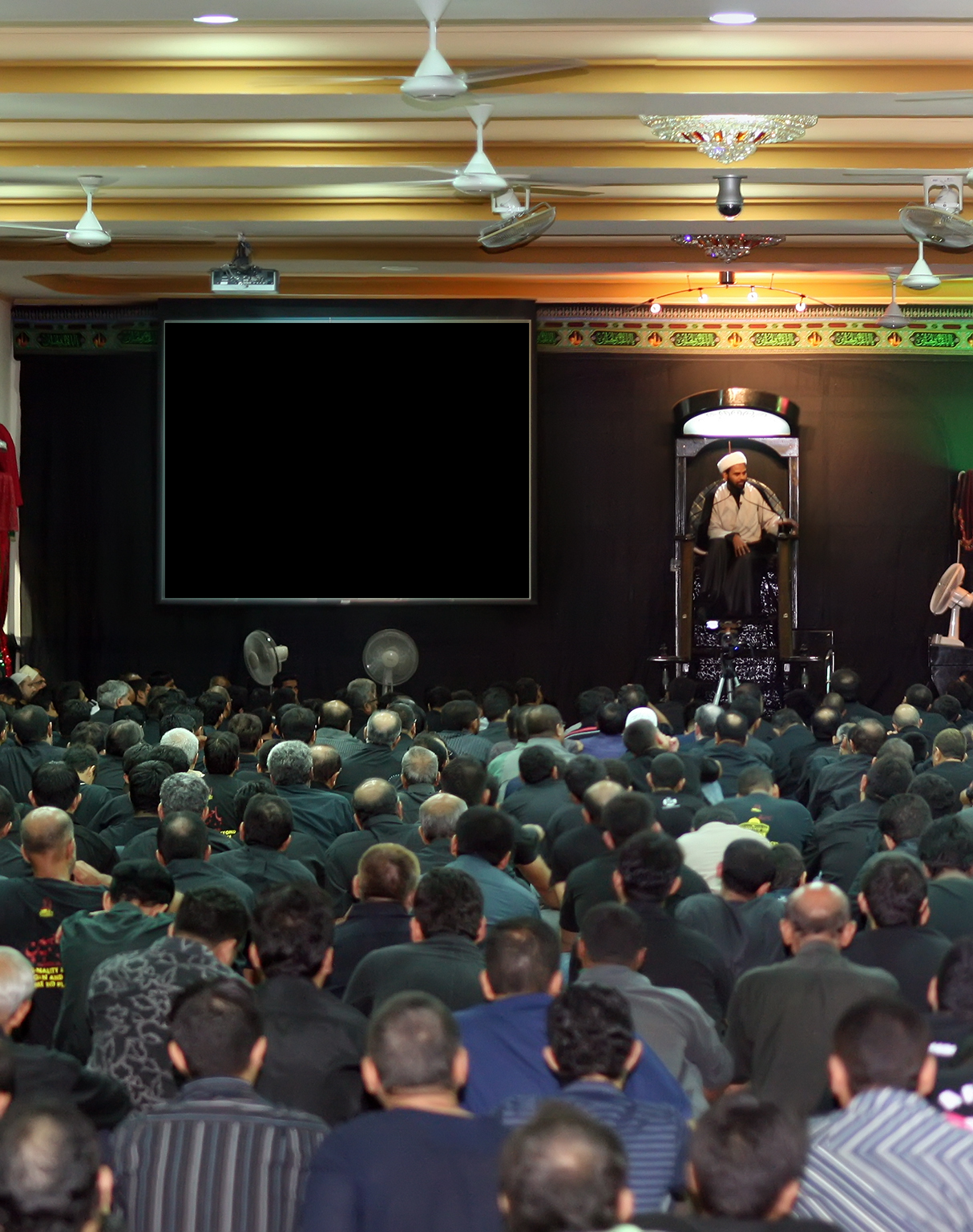
جزء من روضة خواني في تنزانيا

اسم روضة خواني (الفارسية: روضه خوانی) في البداية كان يشير إلى قراءة روضة الشهداء، وهو كتاب ألفه حسين واعظ الكاشفي سنة 1502م في هرات. وتدريجيًّا أصبح اسم الروضة (المأخوذ من عنوان الكتاب) كلمة شائعة للدلالة على تلاوة مأساة كربلاء.
روضة الإخوان هو أيضًا اسم لمن يتلو جزء من كتاب روضة الشهداء. وبعد فترة من الزمن سعى الراوي إلى اكتساب تقنيات ونصوص جديدة لأداء الروضة. وعندما تم تأليف كتب جديدة في مقتل الحسين (كتب مختلفة تروي قصة معركة كربلاء ومقتل الحسين بن علي) من كتاب مختلفين، قرر رواة القصص استخدام هذه الكتب كنصوص لتلاوة الروضة. طوفان البُقع لمحمد إبراهيم جوهري، وأسرار الشهادة لعلي أصغر الطباطبائي هي الكتب الأكثر شعبية التي تم استبدالها بروضة الشهداء.

## طالع أيضًا
- مَرثية [الإنجليزية]
- نوحة
- سواز [الإنجليزية]
- تعزية
- الحسينية
- حوسي